# Hannah Arendt
Hannah Arendt egentlig Johanna Arendt (født 14. oktober 1906 i Linden, nu Hannover, død 4. december 1975 i New York) var en tysk politolog og filosof af jødisk afstamning.
Arendt studerede filosofi, teologi og klassisk filologi i Marburg, Heidelberg og Freiburg, bl.a. hos Bultmann, Heidegger, Husserl og Jaspers. I 1933 forlod hun Nazityskland til fordel for Paris. Hun rejste senere til USA, hvor hun i 1950 fik amerikansk statsborgerskab.

## Barndom
I USA talte Arendt sjældent om sin opvækst. Frem til 1933 var hun tysk jødinde; derefter en statsløs jødisk flygtning. Hun beskrev i 1964 sin barndom som tilknyttet Muttersprache (= modersmål), for, som hun sagde i et interview: "Det var jo ikke det tyske sprog, der gik fra forstanden." I barndommen skrev hun digte. Hendes opvækst var stærkt præget af hendes fars død af syfilis. Han var blevet smittet som ung, men blev betragtet som kureret efter at være påført malaria, som var den tids behandling for syfilis, før Paul Ehrlich udviklede sit arsenik-præparat. Martha Cohn havde kendskab til hans sygdom, da de giftede sig, og da han fortsatte at være symptomfri, fik de også et barn. Men to et halvt år efter, at Hannah Arendt var født, måtte behandling genoptages. Da farens sygdom gjorde ham ude af stand til at passe sit arbejde, flyttede familien til Königsberg, Kants hjemby i Østpreussen, hvor Arendt voksede op. I foråret 1911 var hendes far i sygdommens tredje fase med gradvis forværring. Det var svært for hans fireårige datter at gå tur med ham, da han ofte faldt om uden forvarsel. Arendts mor nedskrev, at pigen som femårig viste sin far tålmodighed, hjalp ham og underholdt ham med kortspil.
Første verdenskrig brød ud, mens Arendt og hendes mors familie holdt ferie ved Østersøen. De rejste tilbage til Königsberg "nærmest i panik", eftersom russerne var nærved byen. De flygtede derfor til Arendts moster i Berlin 23.august, men slaget ved Tannenberg (1914) nogle dage senere endte med tysk sejr, og ti uger senere vendte mor og datter tilbage til en fredelig provinsby. Paul Arendt døde i oktober 1913. Den samme måned fyldte hans datter syv år.
Som niårig var Arendt stadigvæk syg af feber og hovedpine, og to gange om året blev hun udsat for den nyligt udviklede Wasserman-test, der afslørede tegn til nedarvet syfilis. I påsken 1917 fik hun difteri, men kom sig efter en indsprøjtning af hesteserum. På trods af sit dårlige helbred var hun en af de dygtigste i skolen; men det gik hende på, at morbroren Rafael døde af dysenteri ved østfronten. Hendes mor beskrev sin elleveårige datter som "uransagelig".

## Voksenliv
Arendt studerede filosofi på Marburg Universitet sammen med Hans Jonas. Ifølge Hans Jonas, hendes eneste tysk-jødiske klassekammerat, havde hun en lang og stormfuld romantisk affære med Martin Heidegger, et forhold som hun senere blev kritiseret for, da Heidegger blev medlem af nazistpartiet, mens han var rektor på Freiburg Universitet. Arendt færdiggjorde allerede i 1929 sin doktorgrad under vejledning af filosof og psykiater Karl Jaspers om kærlighedsbegrebet hos Augustin. Samme år giftede hun sig med Günther Stern. Hun havde en kort periode været elev af og kæreste med Heidegger, som hun hele sit liv angreb og blev skuffet over, men også forsvarede og hjalp. Efter Hitlers magtovertagelse sad Arendt i arrest i Alexanderplatz i Berlin, men kom godt overens med sin vogter, som lod hende gå efter afhøring. Derefter flygtede hun via Geneve til Paris, hvor hun arbejdede i en zionistisk organisation, der bragte jødiske børn i sikkerhed i Palæstina. I 1936 blev hun og Stern separeret, og Arendt indledte et forhold til Heinrich Blücher, som hun giftede sig med i 1940. Hun blev interneret i opsamlingslejren Gurs i Sydfrankrig, men kom i 1941 til New York ved hjælp af Vivian Fry, som var amerikansk konsul i Marseille og gik langt ud over sine embedspligter for at hjælpe folk som var forfulgt af nazisterne. Hun og Blücher boede på Riverside Drive og i Kingston ved Bard College, hvor Blücher underviste i sytten år. De holdt sammen til Blüchers død i 1970.

## Arendt om ondskab
Arendt dækkede i 1960 retssagen i Jerusalem mod Adolf Eichmann for The New Yorker. Eichmann var hovedansvarlig for det praktiske omkring jødedeportationerne og fra 1941 jødeudryddelsen. Selv sagde hun: "Jeg må se den mand, der næsten nåede at tage mig." Noget af det første, Eichmann foretog sig, efter at tyskerne havde erobret Frankrig, var netop at tømme lejren i Gurs, hvor Arendt og hendes mor havde siddet interneret. De fanger, der ikke var undsluppet, blev sendt til Auschwitz. Hendes bog Eichmann in Jerusalem – On the Banality of Evil stammer fra disse artikler og er således en reportage blandet med filosofiske refleksioner. Arendt var slået af, at Eichmann ikke virkede frygtindgydende eller ond eller i det hele taget særligt optaget af sine handlinger under krigen. Bl.a. havde han svært ved bare at huske flere vigtige begivenheder såsom sin organisering af Wannseekonferencen. Han havde en meget almindelig personlighed og var nærmest en normal, kedelig kontornusser. Ifølge Arendt var Eichmann heller ikke specielt fjendtlig over for jøder – han var oven i købet en beundrer af zionismen, og han mente selv, at han levede efter Immanuel Kants kategoriske imperativ og var en god mand.
Arendts tese kaldes ondskabens banalitet: Eichmann begik ikke sine forbrydelser ud fra dæmonisk ondskab, men fra en bureaukratisk ansvarsfralæggelse og opfyldelse af sine pligter som statsansat. Dette er den banale ondskab, der er knyttet til moderniteten. Den opstår med massesamfundet, bureaukratiseringen og anonymiteten der følger med det moderne. I det omfang normale mennesker ikke tager ansvar og blot fokuserer på at gøre deres pligt og følge reglerne, er de medskyldige i umenneskeliggørelse i samfundet.
Bogen mødte stor modstand og var kontroversiel af flere andre grunde – en af disse var Arendts synspunkt, at jødiske ledere og råd i flere europæiske lande havde samarbejdet med nazister som Eichmann stort set frem til deres egen død. Nyere forskning har i øvrigt dokumenteret, at Eichmann ikke var en anonym administrator, men en indædt jødehader i modsætning til Arendts billeder, der fremstiller ham som venligtsindet over for jøderne og interesseret i zionisme.

## Arendts arbejdsbegreb
Hannah Arendt er også kendt for sit aktivitetsbegreb (eller arbejdsbegreb), hvor hun i hovedværket Vita activa oder Vom tätigen Leben (1960) skelner mellem tre typer af menneskelig aktivitet:
- Arbejde (Labor) knytter sig til menneskets biologiske processer – at skaffe og indtage føde, at føde børn, at passe børn, at blive gammel og blive passet. Arbejde knytter sig til livsopretholdelsen. Arbejde er det, der knytter mennesket til naturen, og arbejde er det dyriske element i os.

- Frembringelse (Work) er den aktivitet, hvorigennem mennesket skaber kunstige ting – skaber en verden af menneskeskabte ting. Det kan være nyttige teknologier og kunst.

- Handlingen (Action) er den aktivitet, der foregår direkte mellem mennesker uden at have ting eller omstændigheder mellem sig. Handlingen er noget, der foregår mellem individer. Handling er udvikling af den frie tanke, meningsudveksling, dannelse af værdier og kultur og politisk handling.[12]

Ifølge Arendt er det moderne teknologiske samfund kendetegnet ved, at handlings- og frembringelseesaktiveter bliver nedvurderet til fordel for arbejdsaktiviteten, hvilket er et led i den fremadskridende lighedsidelologi.

## Arendt om totalitarisme
Arendt er desuden kendt for sine analyser af totalitarismen, der skulle tjene til at modvirke totalitære tendenser i samfundet. Ifølge Arendt vokser totalitarismen frem, når moderne mennesker ikke vil være et individuelt selv i et demokrati, men søger at være en del af et større anonymt fællesskab. Det repræsentative demokrati er ikke et fuldt demokrati, men er sårbart over for totalitære tendenser, der kan slå over i totalitarisme. Modsætningen er det egentlige fuldt demokratiske fællesskab, hvor der er direkte indflydelse, og borgerne kan indgå som individer.
De senere år har flere forskere og intellektuelle blandt andet anvendt Arendts filosofi til at forstå det politiske styre under COVID-19.

### Udgivelser på dansk
- Menneskets Vilkår - ISBN 9788702003468
- Det totalitære samfundssystems oprindelse I-III
- Om vold, tænkning og moral
- Om revolution.
- Eksistens og religion.
- Eichmann i Jerusalem. En rapport om ondskabens banalitet.2008, Gyldendal
- Åndens liv

### Kommentarlitteratur på dansk
- Bagge Laustsen, Carsten & Dahl Rendtorff, Jacob (red.) (2004): Ondskabens banalitet. Museum Tusculanums Forlag. ISBN 9788772896748 (Artikelsamling)
- F. Rostbøll, Christian (2010): Hannah Arendt. Djøf. ISBN 9788757421767
- Mortensen, Karen Marie (2008): Skabt til at begynde - det augustinske spor hos Hannah Arendt. Anis. ISBN 9788774574699
- Pahuus, Anne Marie (2006): Hannah Arendt. Anis. ISBN 9878745731807 Parameter fejl i {{ISBN}}: Fejl i ISBN.
- Schanz, Hans Jørgen (2007): Handling og ondskab. Aarhus Universitetsforlag. ISBN 9788779341999
- Timmermann Korsgaard, Morten (2014): Hannah Arendt og pædagogikken. Aarhus Universitetsforlag. ISBN 9788771243741

## Værker
- Der Liebesbegriff bei Augustin. Versuch einer philosophischen Interpretation (1929). (tysk)
- The Origins of Totalitarianism (1951). Revised ed.; New York: Schocken, 2004. (engelsk)
- The Human Condition (Chicago: University of Chicago Press, 1958). (engelsk)
- Die ungarische Revolution und der totalitäre Imperialismus (1958). (tysk)
- Between Past and Future: Six exercises in political thought (New York: Viking, 1961). (engelsk)
- On Revolution (New York: Viking, 1963). (engelsk)
- Eichmann in Jerusalem: A Report on the Banality of Evil (1963). (Rev. ed. New York: Viking, 1968.) (engelsk)
- Men in Dark Times (New York: Harcourt, Brace and World, 1968). (engelsk)
- On Violence. Harvest Books (New York: Harcourt, Brace and World, 1970). (engelsk)
- Crises of the Republic: Lying in Politics; Civil Disobedience; On Violence; Thoughts on Politics and Revolution (New York: Harcourt, Brace, Jovanovich, 1972). (engelsk)
- The Jew as Pariah: Jewish Identity and Politics in the Modern Age, indledning af Ron H. Feldman (1978). (engelsk)
- Hannah Arendt/Karl Jaspers Correspondence, 1926–1969. Redigeret af Lotte Kohler og Hans Saner, oversat af Robert Kimber and Rita Kimber (New York: Harcourt Brace Jovanovich, 1992). (engelsk)
- Essays in Understanding, 1930-1954: Formation, Exile, and Totalitarianism, Red. Jerome Kohn (New York: Harcourt, Brace, 1994). (engelsk)
- Love and Saint Augustine. Redigeret og indledning af Joanna Vecchiarelli Scott og Judith Chelius Scott (Chicago: The University of Chicago Press, 1996/1998). (engelsk)
- Lectures on Kant's Political Philosophy. Redigeret og indledning af Ronald Beiner (The University of Chicago Press, 1992). (engelsk)
- Within Four Walls: The Correspondence between Hannah Arendt and Heinrich Blücher, 1936-1968. Redigeret af Lotte Kohler, oversat af Peter Constantine (New York: Harcourt, 1996). (engelsk)
- Responsibility and Judgment. Edited with an introduction by Jerome Kohn (New York: Schocken, 2003). (engelsk)
- Hannah Arendt and Martin Heidegger. Letters, 1925–1975, Redigeret af Ursula Ludz, oversat af Andrew Shields (New York: Harcourt, 2004). (engelsk)
- The Promise of Politics. Redigeret og indledning af Jerome Kohn (New York: Schocken, 2005). (engelsk)
- Arendt und Benjamin: Texte, Briefe, Dokumente. Redigeret af Detlev Schöttker og Erdmut Wizisla (2006). (engelsk)
- The Jewish Writings. Redigeret af Jerome Kohn og Ron H. Feldman. Schocken Books. (2007). (engelsk)